# محكمة خاصة (ألمانيا النازية)

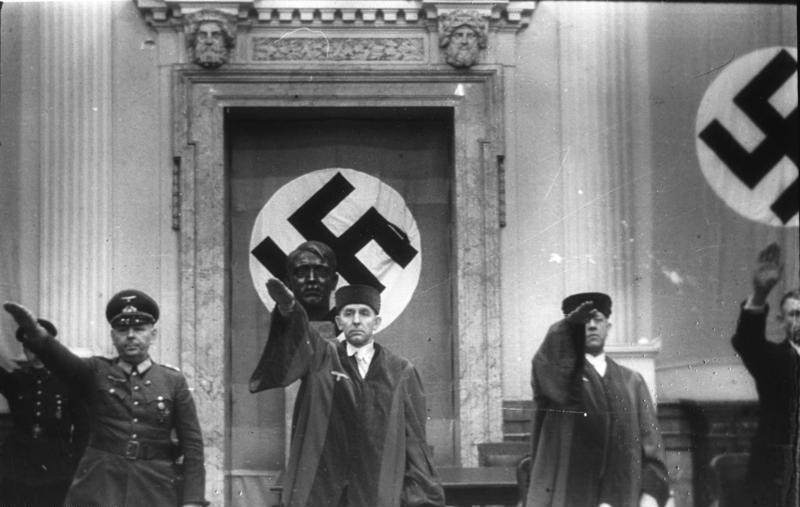
القاضي رولاند فريسلر (الوسط) بمحكمة الشعب

كانت Sondergericht (الجمع: Sondergerichte) «محكمة خاصة» ألمانية. بعد توليهم السلطة عام 1933، تحرك النازيون بسرعة لاجتثاث المعارضة الداخلية للنظام النازي في ألمانيا. أصبح النظام القانوني أحد الأدوات العديدة لتحقيق هذا الهدف واستبدل النازيون تدريجياً نظام العدالة العادي بمحاكم سياسية ذات سلطات واسعة النطاق. كانت وظيفة المحاكم الخاصة هي تخويف الجمهور الألماني، ولكن عندما وسعوا نطاقهم وتولوا الأدوار التي كانت تؤديها سابقًا المحاكم العادية مثل أمتسغريشت أصبحت هذه الوظيفة مخففة.

## مهامها في ألمانيا

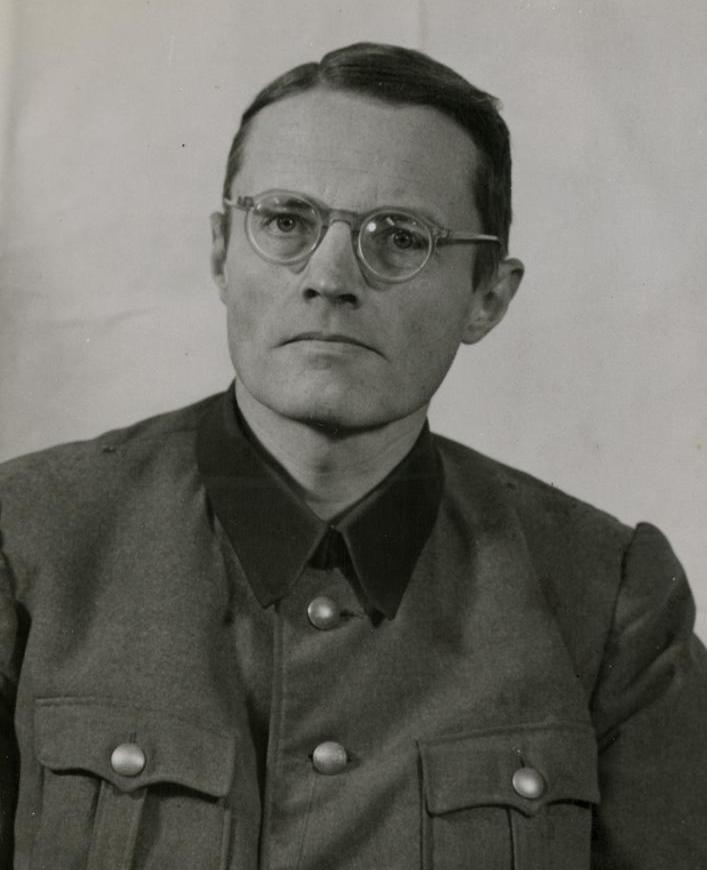
هيرمان كوهورست (1899-1991)، رئيس قضاة المحكمة الخاصة في شتوتغارت.

كانت هناك محاكم خاصة موجودة في ألمانيا منذ القرن التاسع عشر. تم إنشاؤها بشكل عام مؤقتًا استجابة لبعض الاضطرابات المدنية الرئيسية ولكن المحلية ثم تم حلها بسرعة بمجرد أن تكون قد حققت غرضها. ظهرت شبكة وطنية أكثر ديمومة للمحاكم الخاصة خلال عام 1933، بعد فترة وجيزة من إصدار مرسوم حريق الرايخستاغ، الذي قضى على الحريات المدنية. تم تعزيز نطاق قوتها على التوالي من قبل
- «مرسوم حماية حكومة الثورة الاشتراكية الوطنية من الهجمات الغادرة» (21 مارس 1933)،
- قانون «20 ديسمبر 1934 ضد الهجمات الخبيثة على الدولة والحزب وعلى حماية زي الحزب»،
- «قانون ضمان السلام القائم على القانون» المؤرخ 13 أكتوبر 1933
- وعدد من التمديدات عندما بدأت الحرب العالمية الثانية.[1]

ارتفع عدد المحاكم الخاصة من 26 في عام 1933 إلى 74 في عام 1942.
وتضم المحكمة الخاصة ثلاثة قضاة، وتم تعيين محامي الدفاع من قبل المحكمة. حتى وإن كانت العدالة شديدة في ألمانيا النازية، مُنح المدعى عليهم على الأقل حماية اسمية بموجب قواعد وإجراءات المحاكم العادية. وقد جرفت هذه الحماية في المحاكم الخاصة، لأنها كانت موجودة خارج النظام القضائي العادي. لم يكن هناك إمكانية للاستئناف، ويمكن تنفيذ الأحكام في الحال. قررت المحكمة مدى الأدلة التي يجب مراعاتها، و «لم يتمكن محامو الدفاع من التشكيك في دليل التهم».

## بولندا المحتلة

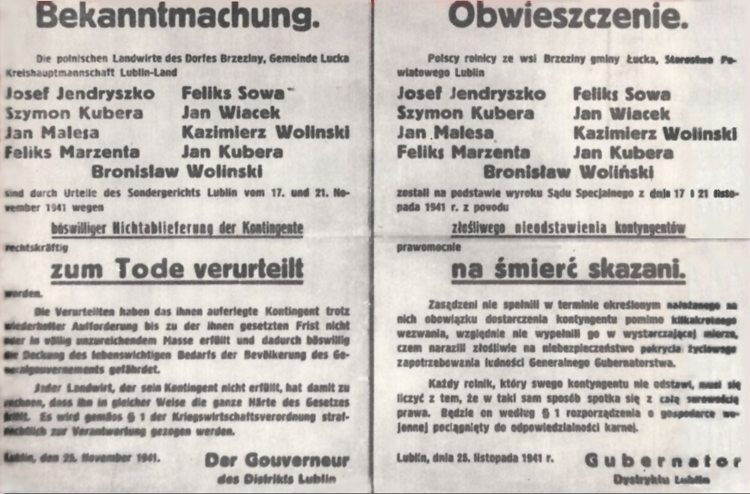
إعلان ألماني عن إعدام 9 فلاحين بولنديين لعدم الوفاء بالحصص. وقعه حاكم مقاطعة لوبلان في 25 نوفمبر 1941

لعبت المحاكم الخاصة دورًا رئيسيًا في تنفيذ عمليات الإعدام بإجراءات موجزة عن طريق القتل القضائي في بولندا النازية المحتلة. في ديسمبر 1941، قدم الألمان قانونًا خاصًا سمح للمحاكم بالحكم على البولنديين واليهود بالإعدام تقريبًا لأي شيء. كانت المصطلحات في المحاكم مليئة بتصريحات مثل «دون البشر البولنديين» و «الرعاع البولنديين»،  حتى أن بعض القضاة أعلنوا أنه كان على البولنديين عقوبات أكبر من الألمان لأنهم أقل شأناً من الناحية العرقية.

## الأراضي المحتلة الأخرى
في البلدان الواقعة تحت الاحتلال العسكري الألماني، مثل النرويج، تم أيضًا إنشاء Sondergerichte. تم وضع قوانين عقوبات خاصة، على سبيل المثال Polensonderstrafrechtsverordnung (لائحة بولندا الخاصة بالقانون الجنائي).

## ألمانيا (1934–1945)
تم إنشاء محكمة الشعب (Volksgerichtshof) في أبريل 1934 للتعامل مع حالات الخيانة أو الاعتداء على أعضاء الحكومة الوطنية أو الإقليمية.
كان سبب إنشاء المحكمة هو عدم الرضا عن حقيقة أن معظم الشيوعيين الذين اتهموا بإحراق الرايخستاغ تمت تبرئتهم. كانت وظيفة هذه المحكمة هي نفس وظيفة المحاكم الخاصة، لقمع معارضة النظام.
تم توزيع عبئ العمل بين محاكم الشعب والمحاكم الخاصة بحيث تناولت الأولى القضايا الأكثر أهمية، بينما تناولت الأخيرة مجموعة واسعة من «جرائم» المعارضة للنازيين.

## بافاريا (1918–1924)

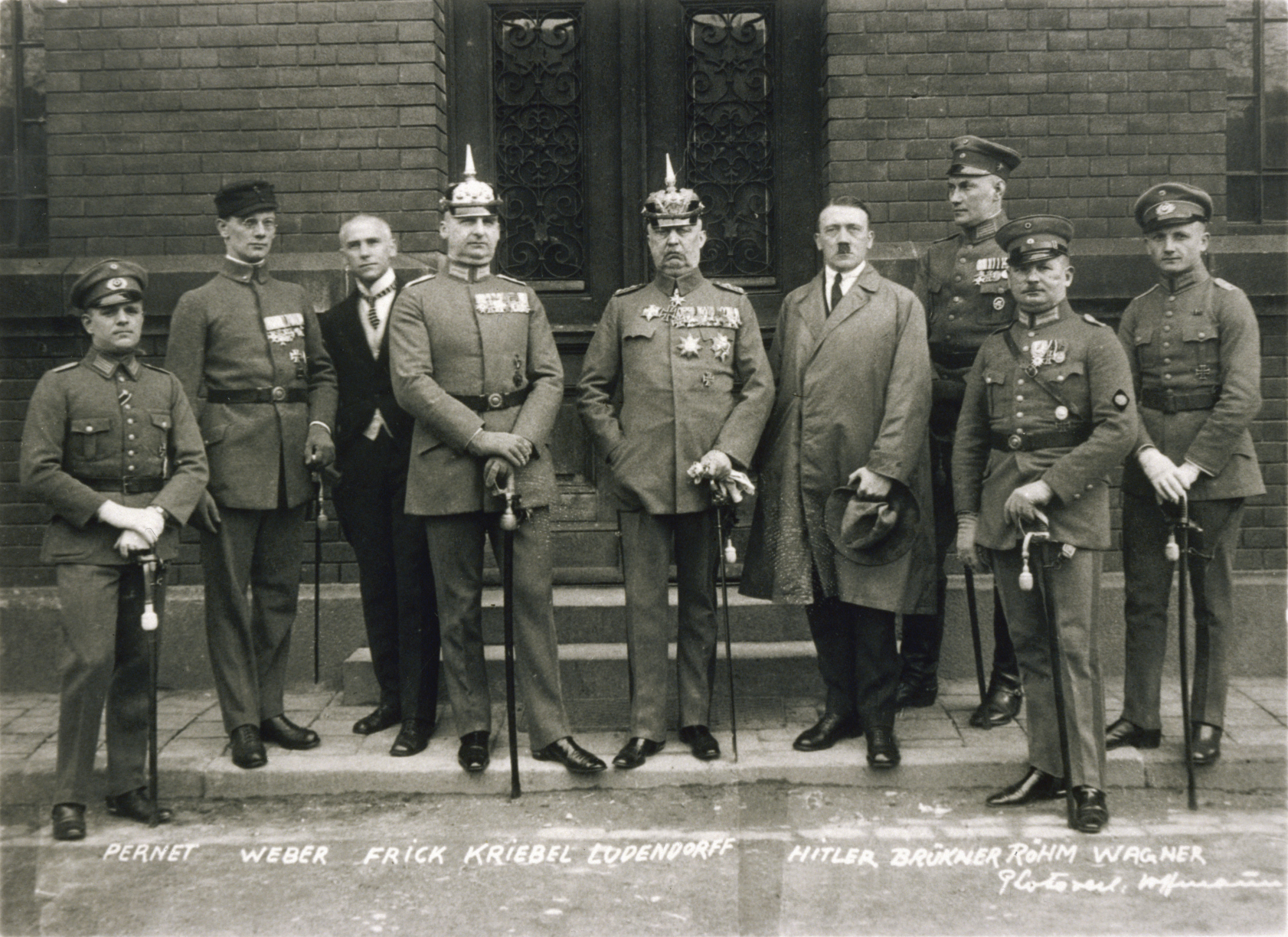
المتهمون في محاكمة انقلاب بير هول أمام محكمة الشعب في ميونيخ. أدولف هتلر هو الرابع من اليمين.

محاكم بافاريا الشعبية (Volksgerichte) كانت محاكم خاصة أنشأها كيرت أيزنر خلال الثورة الألمانية في نوفمبر 1918 وجزء من أوردونونجزيل الذي استمر حتى مايو 1924 بعد إصدار أكثر من 31000 حكم. كان يتألف من قاضيين وثلاثة قضاة عاديين.   واحدة من أبرز تجاربها كانت محاكمة المتآمرين في انقلاب بير هول، بما في ذلك أدولف هتلر، إريك لودندورف، فيلهلم فريك، فريدريش ويبر، وإرنست روم.  

## تأثير
بين عامي 1933 و1945، تم إعدام 12000 ألماني بناء على أوامر Sondergerichte التي أنشأها النظام النازي.
خاصة خلال السنوات الأولى من وجودهم «كان لديهم تأثير رادع قوي» ضد معارضة النازيين. تم تخويف الجمهور الألماني من خلال «الإرهاب النفسي التعسفي».

## المتهمين البارزين
- مارتن نيمولر
- روبرت ماير
- أرتور دينتر
- بول أوغورزو